# Vaalwater
Vaalwater est une petite ville située près de la rivière Mokolo dans la province du Limpopo en Afrique du Sud.

## Géographie

### Situation

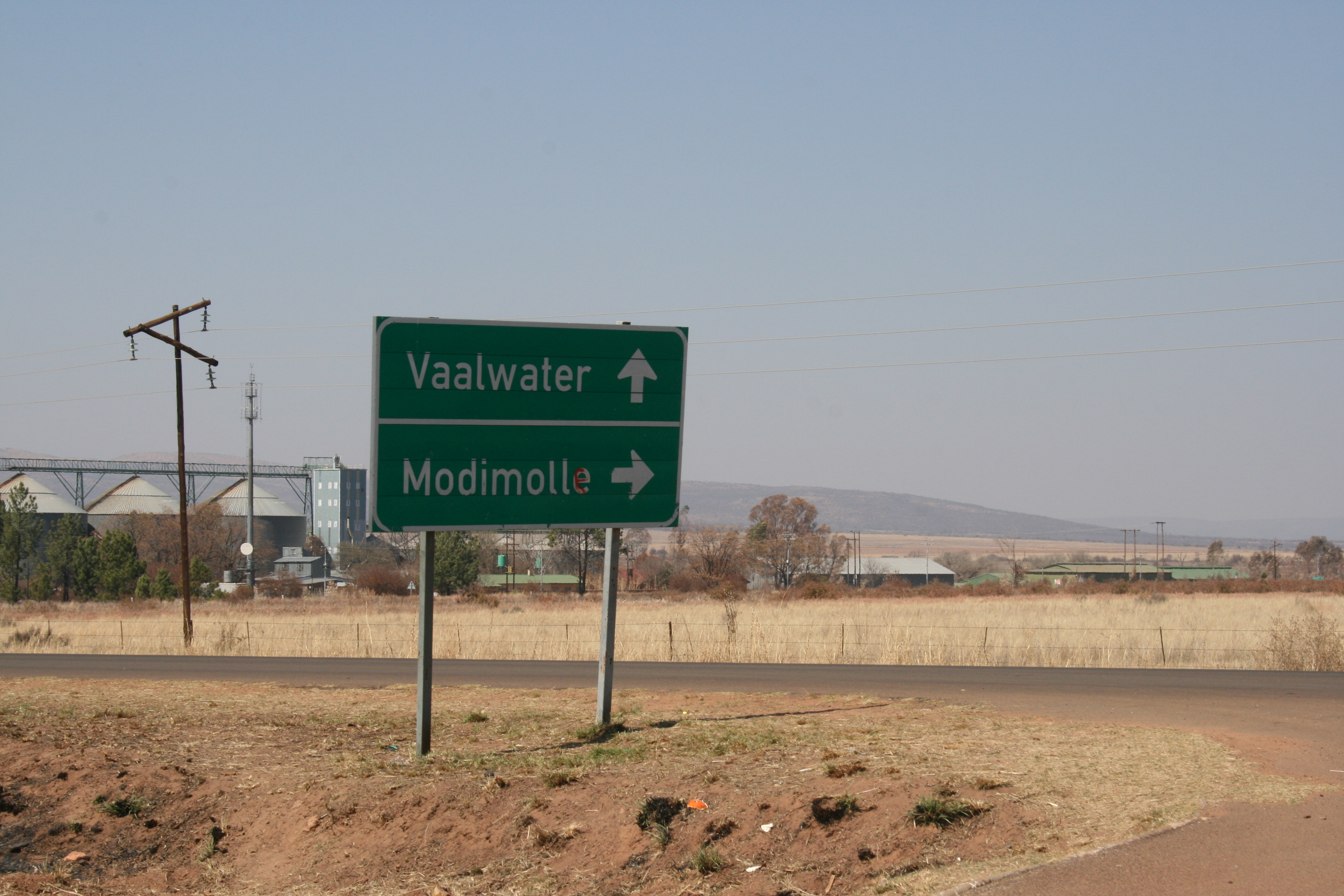
Panneau de signalisation à l'entrée de la ville.

Vaalwater, à l'inverse des autres villes de la province, n'est pas située sur une route nationale, la plus proche étant celle traversant Nylstroom/Modimolle. Elle est cependant à mi-chemin sur la route allant de Nylstroom/Modimolle à Ellisras/Lephalale. Les villes proches sont Hermanusdorings, Melkrivier, Palala et Naboomspruit.
Elle est proche de la limite sud du massif du Waterberg, réserve de biosphère de l'UNESCO, présentant une remarquable biodiversité dont de nombreux grands mammifères (Girafe, Rhinocéros blanc, Gnou bleu…) La formation rocheuse du massif du Waterberg a été façonnée par des centaines de millions d'années d'érosion fluviale ; elle présente des reliefs de falaises et de buttes.

## Économie

### Tourisme
Vaalwater est une étape pour les voyages dans le massif du Waterberg et le Botswana ; elle est devenue elle-même une destination touristique mineure. On y trouve une variété de produits artisanaux, d'œuvres d'art, de boutiques de souvenirs ainsi que des cafés et des restaurants.

### Services
La ville propose des services rares aux alentours, particulièrement utiles à ceux qui prennent la route pour le Botswana : parkings, épiceries, stations-service, bureau de poste et services médicaux.

## Toponymie
En 2006, Vaalwater fut officiellement renommée « Mabatlane » mais, en 2007, elle revint à son nom d'origine car la procédure de modification n'avait pas été correctement appliquée.